# 河野正美
河野 正美（かわの まさみ、男性、1961年（昭和36年）6月30日 - ）は、日本の政治家、精神科医。医療法人済世会理事長。元衆議院議員（2期）。

## 経歴
東京都世田谷区に生まれ、成城学園初等学校に通った。福岡県糟屋郡篠栗町に移り住み、西南学院中学校卒業。1980年、西南学院高等学校卒業。1990年、愛知医科大学医学部医学科卒業。1994年に九州大学大学院医学研究科内科系専攻に入学し、1998年に単位取得退学。2001年医学博士号授与（九州大学）。
1998年4月医療法人済世会河野病院院長に就任し、2005年に医療法人済世会理事長に就任した。
医療制度の改善を求め、政治活動にも従事。2012年6月、たちあがれ日本福岡県第四選挙区支部長に任命される。
- 福岡県病院協会 理事（2007年－）
- 粕屋医師会 理事（2010年－）
- 福岡県精神科病院協会 理事（2000年－2010年）
- 福岡県精神科病院協会 福岡地区協議会代表（2006年－2010年）
- 福岡県精神科病院協会 副会長（2007年－2008年）
- 日本精神科病院協会 代議員（2006年－2010年）

2012年、11月に太陽の党を経て日本維新の会への合流とともに同衆議院福岡県第四支部長となり、12月の第46回衆議院議員総選挙に出馬。福岡4区では、宮内秀樹（自由民主党）に敗れたが、重複立候補していた比例九州ブロックで復活当選。
2014年12月の第47回衆議院議員総選挙では福岡4区から維新の党公認で出馬、再び宮内に敗れたが、比例で復活当選。
2017年10月の第48回衆議院議員総選挙では福岡4区から日本維新の会公認に加え希望の党の推薦で出馬したが、再び宮内に敗れ、比例復活も適わず落選した。この選挙で河野の選挙区での得票率は27.28%に留まった。同年11月15日に県庁で記者会見を行い、政界引退を表明した。
2021年10月15日、自民党は同月31日投開票予定の第49回衆議院議員総選挙にて河野を比例九州ブロックから擁立すると発表した。単独28位で出馬したが投開票の結果、落選。
2024年10月27日投開票予定の第50回衆議院議員総選挙にて自民党から比例九州ブロック単独29位で出馬したが投開票の結果、落選。

## 政策
- 憲法9条の改正と集団的自衛権の行使に賛成[10]。
- アベノミクスを評価しない[10]。
- 原発は日本に必要だ[10]。
- 村山談話・河野談話を見直すべきでない[10]。
- ヘイトスピーチの法規制に賛成[10]。
- 選択的夫婦別姓制度導入について、2016年の西日本新聞によるアンケートによると、「国民的な議論が必要。憲法裁判所の必要性を感じている」としている[11]。なお、2014年のmネットの調査では、賛成[12]、としていた一方、同年の朝日新聞の調査では、「どちらとも言えない」としていた[13]。
- 女性宮家に反対[14]。

## 所属議員連盟
- 子どもの貧困対策推進議員連盟[15]
- 日本会議国会議員懇談会[16]
- みんなで靖国神社に参拝する国会議員の会[16]

## 著書
- 『これだけは知っておきたいこころの医療』（みずほ出版新社、2010年、ISBN 978-4-88877-903-6）
- 『これだけは知っておきたいこころのケア』（みずほ出版新社、2015年、ISBN 978-4-88877-921-0)

## 親族
- 父：河野正は、政治家で衆議院議員（日本社会党）を8期つとめた。
- 父方祖父：河野政次郎は、福岡市議会議員を2期務めた。
- 母方祖父：横山静雄は、日本陸軍の軍人。